# Södra Märdetjärnen
Södra Märdetjärnen är en sjö i Dals-Eds kommun i Dalsland och ingår i Göta älvs huvudavrinningsområde. Södra Märdetjärn ligger i Trestickla-Boksjön Natura 2000-område.